# پایگاه هوایی باساتین
پایگاه هوایی باساتین (به انگلیسی: Bassatine Air Base) (به زبان بومی: Second Royal Air Force Base) یک فرودگاه نظامی با کد یاتا MEK است که یک باند فرود آسفالت دارد و طول باند آن ۲۸۲۰ متر است. این فرودگاه در شهر مکناس کشور مراکش قرار دارد و در ارتفاع ۵۷۶ متری از سطح دریا واقع شده‌است.